# Sogenal

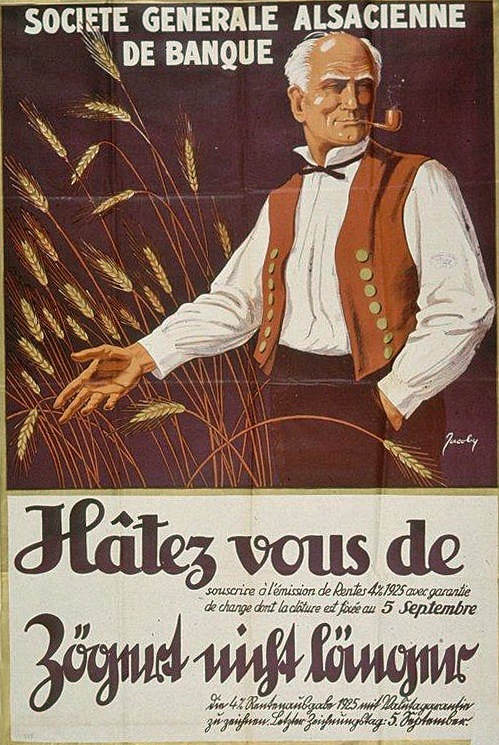
Affiche de 1925

Créée à Strasbourg en 1881, la Sogenal (ou Société générale alsacienne de banque) était, avant d'être fusionnée en 2001 avec sa société mère la Société générale, une banque régionale qu'elle représentait en Alsace et en Moselle.

## Histoire
La Sogenal a été fondée le 15 octobre 1881 à Strasbourg, sous la double raison sociale de Société Générale Alsacienne de Banque (Allgemeine Elsässische Bankgesellschaft). Elle s'impose comme la première banque d’entreprise régionale, en accompagnant l’essor de nouvelles activités. En fait, son origine remonte au 2 janvier 1866, date de l'ouverture d'une agence dans cette ville par la Société Générale pour favoriser le développement du commerce et de l'industrie en France. En 1870, celle-ci avait également créé des agences à Mulhouse et Colmar.
Viennent la guerre franco-allemande, les désastres, le traité de Francfort. La Société Générale est la seule banque française établie en Alsace. Elle peut pendant quelques années maintenir ses positions. Mais, dès 1880, à la suite d'élections protestataires, le libéralisme relatif observé jusque-là par le gouvernement du Reich à l'égard des populations des territoires annexés fait place à une politique d'assimilation résolue comportant, entre autres, l'élimination des entreprises françaises. La Société générale est placée devant cette alternative: fermer ses trois agences situées dans le Reichsland ou les transférer à une société alsacienne. Elle constitue avec un groupe d'industriels alsaciens, sous la conduite d'Alfred Herrenschmidt. Aux côtés de celui-ci figurent, notamment, Aimé Gros-Schlumberger et Charles-René Schweisguth-Coudray, propriétaires, Edouard Thierry-Mieg, Julien Coulaux et Alphonse Kiener, manufacturiers, le baron de Dietrich et le baron de Turckheim, maîtres de forges,,.